# 맷돌

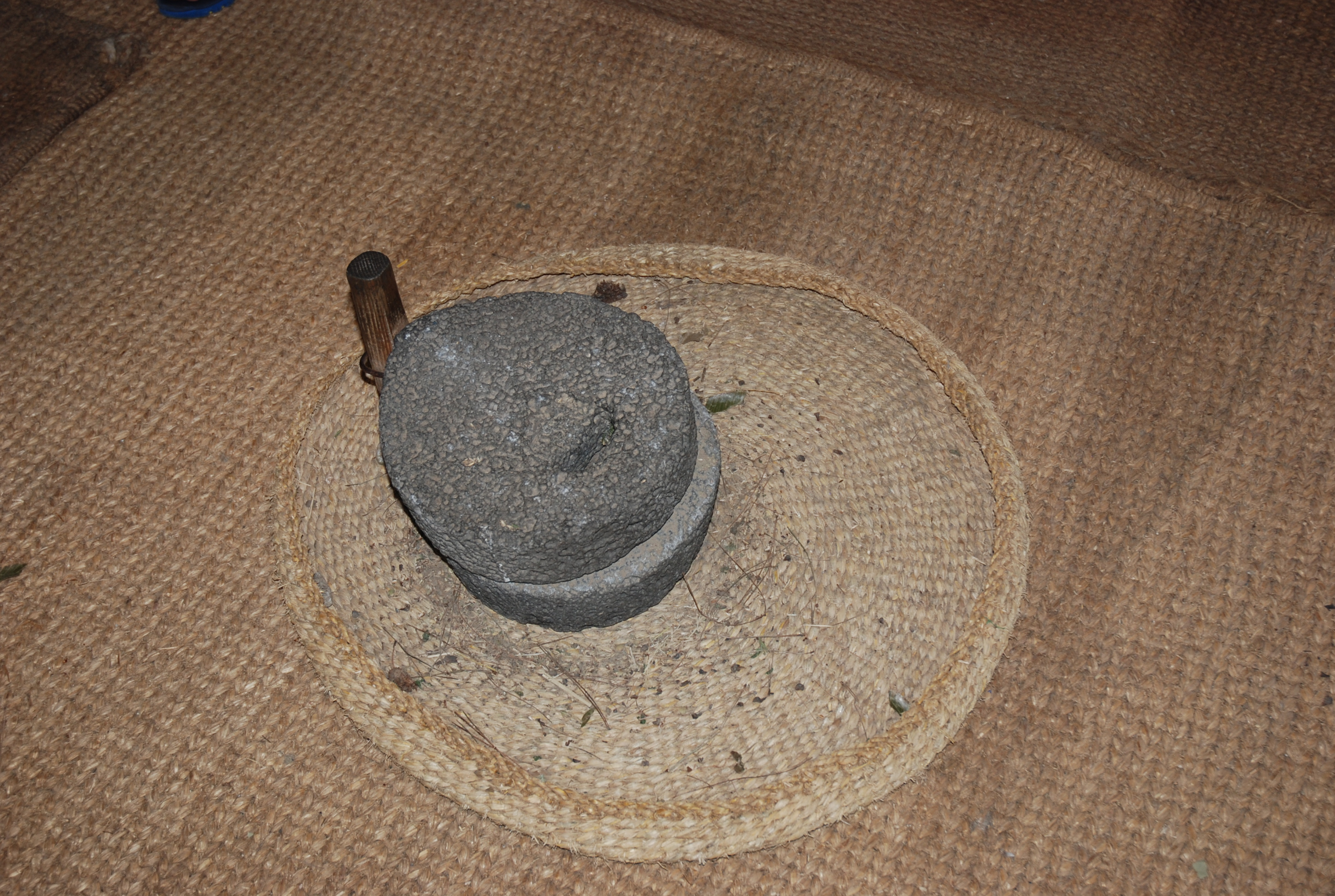
멧돌

멧돌(문화어: 망돌, 영어: millstones, mill stones)은 곡식을 가는 데 쓰는 기구이다. 기원전 2000년 경에 발명되었다.
둥글넓적한 돌 두 개를 포개고, 위에 뚫린 구멍으로 곡식을 넣으며 손잡이를 돌려서 갈게 된다. 맷돌을 돌리는 멧돌의 손잡이를 맷손이라고 하며, 대개 나무로 만들고 윗돌 옆에 수직으로 달아 손잡이를 돌려서 곡식을 간다.
"어처구니가 없다"는 말이 맷돌을 쓰려는데 손잡이가 없는 상황에서 유래했다는 설이 있다. 하지만 이 설은 문헌적 근거가 전혀 없는 말이고 어처구니의 어원도 불분명하지만 어처구니없다의 어원은 더더욱 불분명한 상황이다. 물론 어처구니나 어이가 맷돌의 손잡이(맷손)인 것도 아니다.

## 같이 보기
- 제분소